# Zbytowa
Zbytowa (niem. Vielguth) – wieś w Polsce położona w województwie dolnośląskim, w powiecie oleśnickim, w gminie Bierutów. Do wsi przynależy przysiółek Nowa Smolna.

## Położenie
Przez wieś przepływa rzeka Widawa.

## Podział administracyjny
W latach 1954–1961 wieś należała i była siedzibą władz gromady Zbytowa, po jej likwidacji w gromadzie Ligota Wielka. W latach 1975–1998 miejscowość administracyjnie należała do województwa wrocławskiego.

## Demografia
Według Narodowego Spisu Powszechnego (III 2011 r.) liczy 807 mieszkańców. Jest największą wsią gminy Bierutów.

## Obiekty zabytkowe
Dawniej znajdował się tu zamek. Istnieje tu także parafia rzymskokatolicka pw. Matki Boskiej Królowej Polski.